# Cercle du Danube

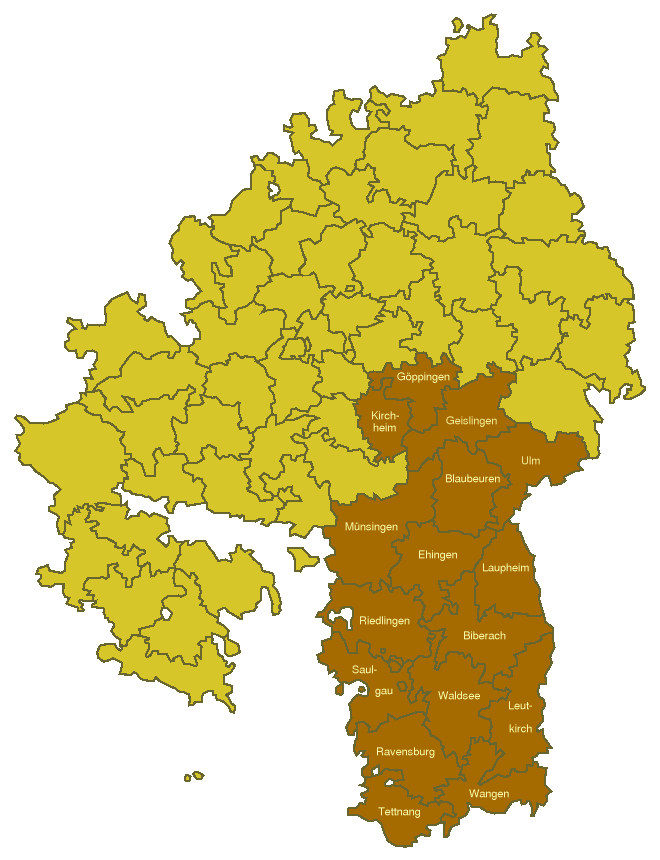
Carte du Donaukreis

Le cercle du Danube est l'une des quatre divisions historiques du royaume de Wurtemberg. Il était borné sud de celui de la Jagst et au nord par lac de Constance. Il comptait 400 000 habitant et chef-lieu était Ulm. 
Les trois autres cercles sont ceux de la Jagst, du Neckar et de la Forêt-Noire.

## Gouvernement
Le gouvernement du cercle du Danube est dirigé par un directeur de gouvernement. Le roi peut lui conférer le titre honorifique de président du gouvernement.
- 1817-1822 Baron Nikolaus von Freyberg-Wellendingen
- 1822-1848 Karl von Holzschuher zu Harrlach
- 1848-1852 Amandus von Schmalzigaug
- 1852-1866 Karl Schott von Schottenstein (de), directeur de gouvernement
- 1866-1883 Georg Emil von Majer (de), président du gouvernement
- 1883-1889 Christoph Anton von Wolff (de), président du gouvernement
- 1889-1894 Gustav Heinrich von Lamparter (de), président du gouvernement
- 1894-1903 Hermann von Hoser (de), président du gouvernement
- 1903-1910 Albert von Schmidlin (de), président du gouvernement
- 1910-1924 Eugen von Dreher (de), président du gouvernement